# Roy Z
Roy Z es un guitarrista, compositor y productor conocido por su trabajo con Bruce Dickinson, Helloween, Rob Rock, Rob Halford entre otros. Además, es el fundador y líder de Tribe of Gypsies, una banda de hard rock con influencias latinas.

## Biografía
Habitual de la escena Hard Rock de la California del sur en los '80, Roy estuvo en varias bandas, incluyendo Driver, Warrior, Gypsy Moreno, Royal Flush, o Mike Vescera. En 1991 formó Tribe Of Gypsies.
Cuando Bruce Dickinson se fue de Iron Maiden en 1993, se juntó con Roy y a los miembros de Tribe Of Gypsies Dave Ingraham (batería) y Eddie Casillas (bajo) para completar su banda en solitario. Añadiendo un toque latino a la característica voz de la leyenda del metal, el álbum resultante, Balls to Picasso es una ecléctica mezcla que abarca desde la balada "Tears of The Dragon" hasta la roquera o doom "Cyclops". Roy entró inmediatamente al estudio con Tribe Of Gypsies para grabar su debut homónimo, aparecido en 1996 con JVC Records en Japón.
Bruce grabó su alternativo álbum Skunkworks en 1996, pero poco después volvió a sus raíces más Heavy metal y cooperó nuevamente con Roy en 1997 para crear "Accident of Birth". Contando con la ayuda del guitarrista y compositor Adrian Smith el álbum fue un rotundo éxito, ganando las encuestas de álbum del año en la prensa del metal y haciendo que muchos fanes consideren el disco como el mejor de Dickinson.[cita requerida]
Roy se ganó los elogios de la industria por producir los álbumes de Dickinson, y en el 2000 fue llamado para producir el álbum en solitario de Rob Halford, "Resurrection", cuya acertada y prístina producción le llevó a producir otros trabajos de rock/metal de bandas como Helloween o Rob Rock.
Roy y Bruce formaron equipo de nuevo en 2003 para componer y grabar Tyranny of Souls, sacado a la venta con Sanctuary Records. Lo tenían difícil para encontrar tiempo para escribir el álbum, así que Roy enviaba ideas a Bruce (que estaba de gira con Iron Maiden) y este escribía las melodías y letras. El disco se grabó en el estudio de Roy y contó con músicos de sesión para la batería y bajo, aunque el propio Roy grabó el bajo en dos canciones - "Believil" y "Power Of The Sun". Las voces del disco estuvieron listas en menos de dos semanas, con Bruce durmiendo en un catre en el estudio para aprovechar el tiempo al máximo.

## Discografía

### Con Bruce Dickinson
- 1994 Balls to Picasso
- 1997 Accident of Birth
- 1998 The Chemical Wedding
- 1999 Scream for Me Brazil
- 2002 The Best of Bruce Dickinson
- 2005 Tyranny of Souls
- 2006 Anthology (DVD)
- 2024 The Mandrake Project

### Con Tribe of Gypsies
- 1996 Tribe of Gypsies
- 1997 Nothing Lasts Forever (miniálbum)
- 1998 Revolución 13
- 2000 Standing on the Shoulders of Giants
- 2006 Dweller on the Threshold

### Con West Bound
- 2019 Volume I

### Como productor
- 1994 Downset - Downset
- 1995 Klover - Beginning to End (EP)
- 1995 Klover - Feel Lucky Punk
- 1996 Life After Death - Life After Death
- 1996 Tribe of Gypsies - Tribe of Gypsies
- 1997 Bruce Dickinson - Accident of Birth
- 1997 Downset - Do We Speak A Dead Language ?
- 1997 Last Temptation - Last Temptation Sonic
- 1997 Roadsaw - Nationwide
- 1997 Tribe of Gypsies - Nothing Lasts Forever
- 1998 Bruce Dickinson - The Chemical Wedding
- 1998 Tribe of Gypsies - Revolución 13
- 1999 Bruce Dickinson - Scream for me Brazil
- 2000 Downset - Check Your People
- 2000 Halford - Resurrection
- 2000 Helloween - The Dark Ride
- 2000 Rob Rock - Rage of Creation
- 2000 Tribe of Gypsies - Standing on the Shoulders of Giants
- 2001 Halford - Live Insurrection
- 2002 Halford - Crucible
- 2002 Bruce Dickinson - The Best of
- 2003 Rob Rock - Eyes of Eternity
- 2005 Judas Priest - Angel of Retribution
- 2005 Bruce Dickinson - A Tyranny of Souls
- 2005 Rob Rock - Holy Hell
- 2007 Sebastian Bach - Angel Down
- 2008 Judas Priest - Nostradamus
- 2009 Wolf - Ravenous
- 2009 Massacration – Good Blood Headbanguers
- 2009 Halford – Halford III: Winter Songs
- 2010 Halford – Live in Anaheim CD & DVD
- 2010 Halford – Halford IV: Made of Metal
- 2011 Halford – Halford Live at Saitama Super Arena DVD
- 2011 Sepultura - Kairos
- 2018 Flor de loto (banda) - Eclipse
- 2019 West Bound - Volume 1
- 2024 Bruce Dickinson - The Mandrake Project